# Юркунас, Витаутас
Ви́таутас Юрку́нас (лит. Vytautas Jurkūnas, 1910 — 1993) — советский, литовский художник, график, гравёр, педагог. Народный художник СССР (1963).

## Биография
Родился 19 мая (1 июня) 1910 года в деревне Виндейкяй (ныне Ширвинтский район, Вильнюсский уезд, Литва).
В 1929—1935 годах учился в Каунасской художественной школе (ныне Каунасский институт декоративно-прикладного искусства) у А. Гальдикаса, М. В. Добужинского, К. Склерюса и других. 
В 1937—1940 годах — учитель в школе в Паланге и Аукштадварисе, в 1940—1941 годах преподавал в Каунасской художественной школе.
С 1942 года служил в РККА.
В 1943—1944 годах работал художником в Москве.
Начиная с 1945 года преподавал в Государственном художественном институте Литовской ССР (ныне Вильнюсская художественная академия), в 1945—1952 годах — директор института, в 1968—1975 — заведующий кафедрой графики. В 1960 году получил звание «профессор».
Член Союза художников СССР.
Член ВКП(б) с 1949 года.
Умер 5 октября 1993 года в Вильнюсе. Похоронен на Антакальнисском кладбище

## Творчество
Занимался линогравюрой (важнейшие циклы — «Зверства фашистских оккупантов» (1945—1946), «Буду дояркой!» (1960), книжной иллюстрацией. Среди иллюстрированных им книг — произведения Дионизаса Пошки („Mužikas Žemaičių ir Lietuvos“, 1947; в технике линогравюры), Кристионаса Донелайтиса («Времена года», 1956; в технике ксилографии), Юлии Жемайте (сборник рассказов „Rudens vakaras“, 1960), Теофилиса Тильвитиса (поэма „Artojėliai “, 1965), Мотеюса Валанчюса («Юзе из Паланги», 1977), Антанаса Баранаускаса (поэма «Аникщяйский бор», 1977), Эрнеста Хемингуэя (повесть «Старик и море»).
Произведения хранятся в Литовском художественном музее, Национальном художественном музее имени М. К. Чюрлёниса, Национальном музее Литвы, Кабинете графики Вильнюсского университета, Третьяковской галерее.

## Награды и звания
- Заслуженный деятель искусств Литовской ССР (1947)
- Народный художник Литовской ССР (1960)
- Народный художник СССР (1963)
- Государственная премия Литовской ССР (1957; за иллюстрации к «Временам года» Кристионаса Донелайтиса)[1]
- Орден Ленина (1965)
- Орден Октябрьской Революции (1980)[3]
- Орден Трудового Красного Знамени (1950)
- Орден Отечественной войны II степени (1985)
- Орден Красной Звезды (1947)
- Орден «Знак Почёта» (1954)
- Серебряная медаль Лейпцигской книжной ярмарки (1959) — за иллюстрации к книге «Времена года» К. Донелайтиса